# Gwenwynwyn ab Owain
Gwenwynwyn ab Owain Cyfeiliog († ca. 1216) was de laatste grote heerser van Midden-Wales voor de voltooiing van de Normandische invasie. Na de dood van zijn vader, Owain Cyfeiliog, in 1195, heerste hij over Powys Wenwynwyn, het zuidelijke deel van het voormalige Koninkrijk Powys.

## Conflicten
Gwenwynwyn veroverde de cantref Arwystli in 1197 tijdens een alliantie met Engeland. Na een huwelijk in 1208 tussen Llywelyn ab Iorwerth van het naburige Gwynned en Joan van Engeland, dochter van Koning John van Engeland, brak andermaal oorlog uit tussen Gwynned en Powys. John confisqueerde enkele gebieden en stond toe dat Llywelyn onder andere Ceredigion veroverde. 
In 1212 werd de koninklijke zetel in Mathrafal vernietigd en werd Gwenwynwyn verdreven van zijn gebieden. Hierna sloot hij een alliantie met Llywelyn die tot 1216 zou standhouden. Nadat Koning John enkele gebieden had teruggegeven aan Gwenwynwyn raakte hij weer in conflict met Llywelyn. Na een verloren veldslag vluchtte hij naar Engeland, waar hij kort daarna overleed. 